# Institut Weizmann des Sciences
L'Institut Weizmann des Sciences (en hébreu : מכון ויצמן למדע) est une université de recherche fondée en 1934 et située à Rehovot, au sud de Tel Aviv en Israël. L'institut est considéré comme l'un des plus importants du monde.

## Présentation
L'institut Weizmann est spécialisé dans la formation des masters (graduate students), des doctorats (PhD students) et des post-doctorats (postdoctoral researchers) dans les sciences exactes et naturelles. Il est l'un des principaux centres mondiaux de recherche multidisciplinaires avec près de 3 800 scientifiques, étudiants, techniciens et assistants. L'institut est composé de 5 facultés (biochimie, biologie, chimie, mathématiques & informatique, et physique), 17 départements, 50 centres de recherche multidisciplinaire et 260 laboratoires.
L'institut a formé trois lauréats du prix Nobel en sciences et trois lauréats du prix Turing en informatique. 
L'institut Weizmann est classé en 2017 comme la 6e meilleure institution de recherche mondiale et la première en dehors des États-Unis d'après le taux de citation des articles scientifiques publiés et le facteur d'impact par le classement de l'université de Leyde des Pays-Bas. L'institut est également classé 6e au monde et la seule institution non-américaine dans le top 15 du Nature Index. Publié par la revue scientifique britannique Nature, ce classement expose l’impact des recherches académiques sur l’innovation, en se fondant sur la manière dont les articles de recherches sont cités dans les brevets. L'Institut Weizmann y est classé devant des institutions telles que Caltech et l'université Stanford. Il est aussi classé comme la meilleure institution où travailler en dehors des États-Unis d'après le magazine américain The Scientist.
En 2019, l'Institut Weizmann est classé 3e meilleur institut de recherche au monde par la revue Nature dans son nouveau « index standardisé » qui prend en compte la qualité de la recherche (nombre de citations dans des revues à fort impact en proportion du nombre d'articles publiés).

## Histoire

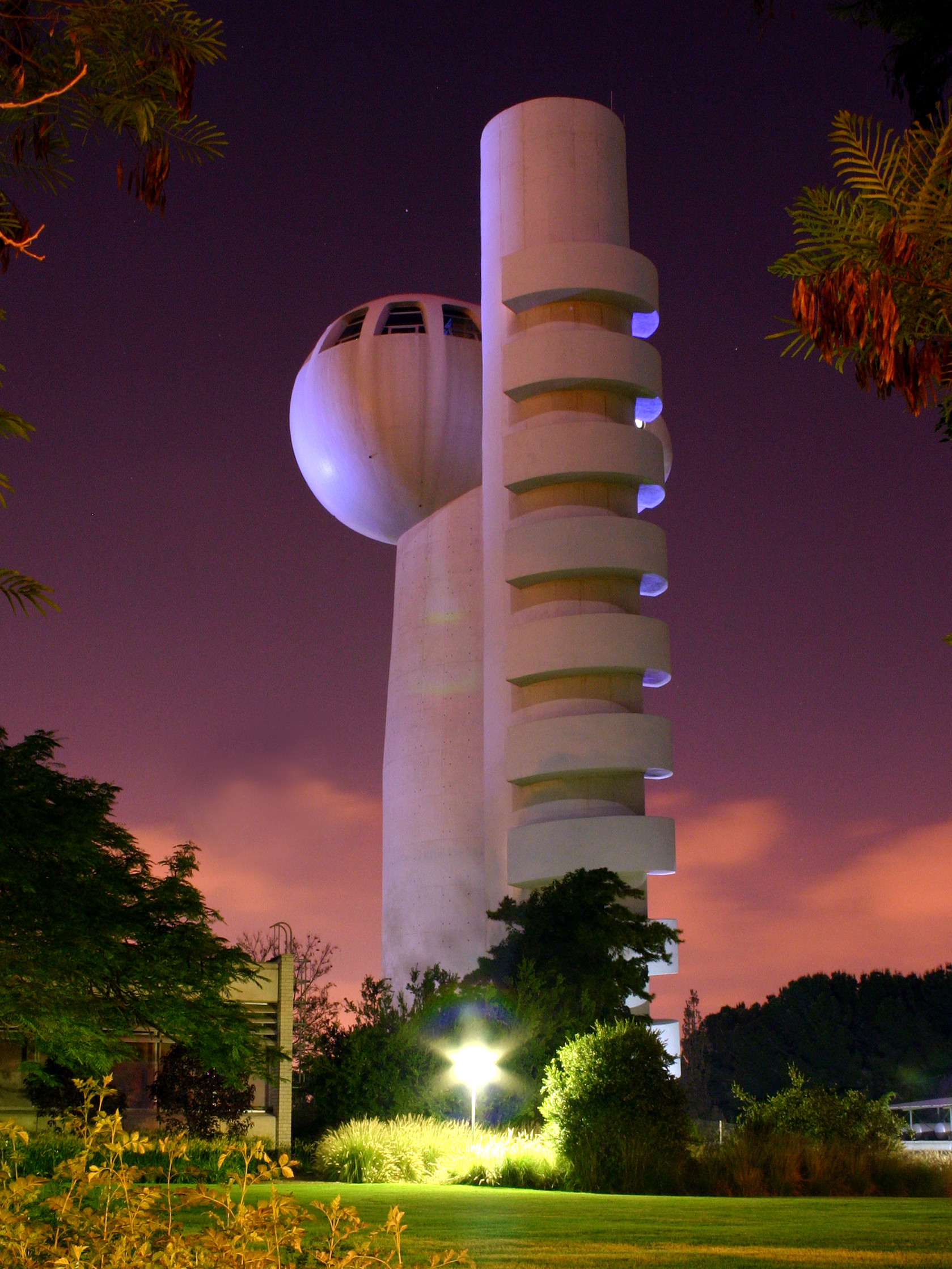
L’accélérateur de particules Kofflerde à l'Institut Weizmann.

Créé en 1934 par Chaim Weizmann 14 ans avant la création de l'État d'Israël, il s'appelait initialement « Institut de recherches Daniel Sieff ». Il est agrandi et renommé « Institut Weizmann des Sciences », le 2 novembre 1949.
Avant de devenir président de l'État d'Israël, Weizmann a poursuivi ses recherches en chimie organique dans ses laboratoires. L'institut a des départements d'étude et de recherche en mathématiques, informatique, physique, chimie, chimie biologique et biologie ainsi que plusieurs programmes interdisciplinaires. Le symbole de l'Institut Weizmann des sciences est le ficus.
Durant les années qui précèdent la guerre de 1948, Sasha Goldberg, membre de l’institut, participe à l’achat et dirige la copie de lance-flammes d’origine britannique. La même unité, dirigée par Ephraïm Katzir, mena aussi des recherche en biologie.
Au XXIe siècle, l'institut est considéré comme l'un des plus importants du monde : il « accueille quelque 2 500 chercheurs et membres du personnel et propose des programmes de maîtrise et de doctorat dans des domaines pré-cités. Il dispose de plus de 30 laboratoires scientifiques, d'une immense bibliothèque, ainsi que de résidences et de salles de cours ». 
Cet établissement universitaire est également considéré comme un élément de l'infrastructure de sécurité nationale d'Israël, jouant un rôle essentiel dans le développement de la recherche scientifique, en contribuant au développement de systèmes complexes par le biais de la recherche et de l'innovation technologique dont la technologie de pointe. 
Dans le cadre de la guerre entre Israël et l'Iran, un missile iranien frappe l'Institut le 15 juin 2025. Deux bâtiments sont touchés par la frappe : un abritant des laboratoires de biologie et un second destiné à des études de chimie. De nombreuses années de travaux de recherches sur la médecine régénératrice, la cancérologie et les maladies cardiaques sont perdues lors de cette attaque.

## Professeurs célèbres
Trois de ses membres de la faculté de science informatique, Shafrira Goldwasser, Amir Pnueli et Adi Shamir (inventeur du célèbre algorithme RSA), ont obtenu le prix Turing (considéré comme l'équivalent du prix Nobel pour les sciences informatiques). Ada Yonath, prix Nobel de chimie en 2009, y a fondé le premier laboratoire de cristallographie en 1970.
- Oded Goldreich, chercheur en informatique
- Israël Dostrovsky, physicien nucléaire
- Shafrira Goldwasser, lauréate du prix Gödel (1993 et 2001) et du prix Turing 2012
- Haim Harari, physicien théoricien
- David Harel (né en 1950), chercheur en informatique
- Ephraim Katzir, biophysicien, quatrième président de l'État d'Israël
- Shneior Lifson, physicien
- Harry J. Lipkin, physicien
- Mordehai Milgrom, physicien
- Chaim L. Pekeris, géophysicien
- Amir Pnueli, informaticien, Prix Turing 1996
- Adi Shamir, cryptographe, Prix Turing 2002
- Igal Talmi, physicien
- Benjamin Elazari Volcani, découvreur de la vie dans la mer Morte et pionnier de la recherche en silicium biologique
- Chaim Weizmann, chimiste, premier président de l'État d'Israël
- Ada Yonath, cristallographe, prix Nobel de chimie (2009)
- Omri Sarig, mathématicien, prix Brin et prix Erdős 2013